# De compagnie van kapitein Allaert Cloeck en luitenant Lucas Jacobsz. Rotgans
De compagnie van kapitein Allaert Cloeck en luitenant Lucas Jacobsz. Rotgans is een schilderij van Thomas de Keyser in het Rijksmuseum in Amsterdam.

## Voorstelling
Het is een schuttersstuk van de officieren en andere schutters van wijk III in Amsterdam onder leiding van kapitein Allaert Cloeck en luitenant Lucas Jacobsz. Rotgans. De andere schutters zijn Claes Coeck Nanningsz (met vaandel), Jan Vogelensang, Gerrit Pietersz Schagen, Michiel Colijn, Hans Walschaert, Jan Kuysten, Adolf Fortenbeeck, Aris Hendrick Hallewat, Hendrick Colijn, Hademan van Laer, Dirck Pietersz Pers, Frederick Schulenborch, Thomas Jacobsz Hoingh en Julius van den Bergen.
Om de hoofdfiguren prominenter te laten uitkomen koos De Keyser voor een ongebruikelijke oplossing door hen op een klein podium te laten staan. Ook gaf hij de andere figuren verschillende posities en formaten, om zo de illusie van diepte te creëren.

## Toeschrijving en datering
Het werk is linksboven gemonogrammeerd en gedateerd ‘TDK 1632’, waarbij TDK staat voor Thomas De Keyser.

## Herkomst
Het werk werd vermoedelijk in 1632 geschilderd in opdracht van de Kloveniersdoelen in Amsterdam. Toen deze doelen opgeheven werden kwam het in het bezit van de Stad Amsterdam, die het op 2 oktober 1885 in bruikleen gaf aan het Rijksmuseum.